# Pigasus (literatura)
Pigasus (contracción del inglés pig, "cerdo" y Pegasus, caballo alado de la mitología griega) fue un sello personal del escritor estadounidense John Steinbeck, consistente en la figura de un cerdo alado. 
Este símbolo iba acompañado del lema latino «Ad astra per alas porci» ("hasta las estrellas en las alas de un cerdo"), divisa con la que el autor se identificaba, al considerarse a sí mismo un espíritu «terrenal, pero que aspira a volar», algo «torpe» y de «escasa envergadura para el vuelo, pero con la firme voluntad de conseguirlo».
En ocasiones, durante las firmas públicas de sus libros, Steinbeck esbozaba un Pigasus junto a su firma o dedicatoria.